# Cemitério Judaico (Cappel)

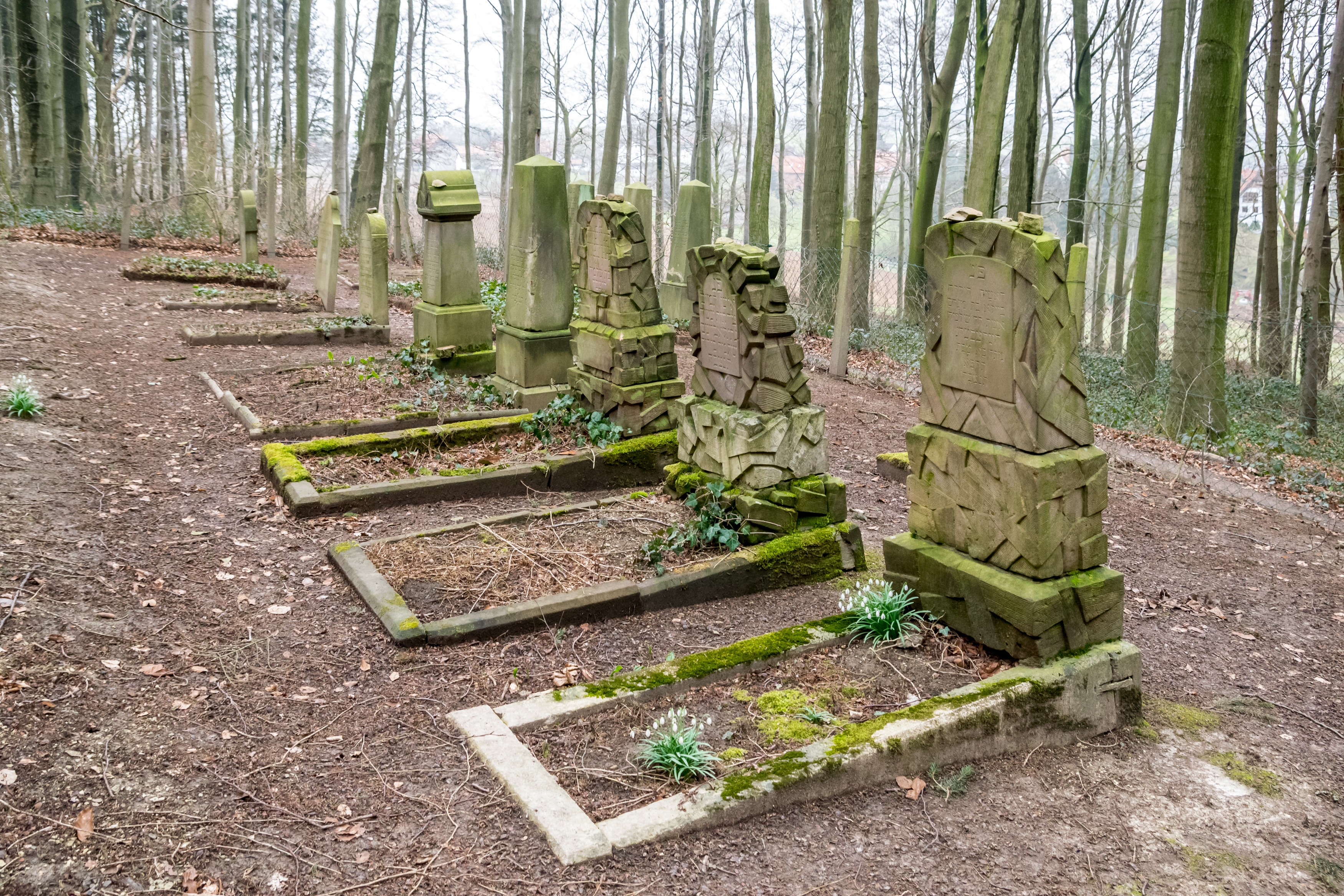
Cemitério Judaico de Cappel

O Cemitério Judaico de Cappel (em alemão:  Jüdische Friedhof Cappel) está localizado perto de Cappel, uma localidade no município de Blomberg, no distrito de Lippe, na Renânia do Norte-Vestfália. O cemitério judaico está inscrito como monumento na lista de monumentos da cidade de Blomberg com o número 99.
O cemitério judaico fica nos arredores da vila de Cappel, a noroeste do campo de esportes no arborizado Meierberg. O cemitério foi construído no final do século XVII ou início do século XVIII e foi ocupado até 1921. 13 matzevas foram preservadas no cemitério.